# バルセロナ地下鉄1号線
バルセロナ地下鉄の1号線（1ごうせん、Línia 1）は、スペインバルセロナのオスピタル・ダ・ベルビチェ駅とフォンドゥ駅を結ぶバルセロナ地下鉄の路線である。ラインカラーが赤であるためカタルーニャ語ではlínia vermella（赤色の路線）とも呼ばれる。

## 沿革
- 1926年：ボルデタ駅 - カタルーニャ駅が開通。
- 1932年：ボルデタ駅 - サンタ・エウラリア駅、カタルーニャ駅 - アルク・ダ・トリオンフ駅が開通。
- 1933年：アルク・ダ・トリオンフ駅 - マリーナ駅が開通。
- 1951年：マリーナ駅 - クロット駅が開通。
- 1952年：クロット駅 - ナバス駅が開通。
- 1954年：ナバス駅 - ファブラ・イ・プッチ駅が開通。
- 1968年：ファブラ・イ・プッチ駅 - トーラス・イ・バジェス駅が開通。
- 1983年：トーラス・イ・バジェス駅 - サンタ・コロマ駅、サンタ・エウラリア駅 - トラッサ駅が開通。
- 1987年：トラッサ駅 - アビングーダ・カリレット駅が開通。
- 1992年：サンタ・クルナ駅 - フォンドゥ駅が開通。